# MEGA STOPPER
MEGA STOPPER（メガストッパー）は、日本のバンド。プロ野球球団・オリックス・バファローズの球団歌「SKY」を歌っている事でも知られ、主に関西地方で活動している。

## メンバー

### 現在のメンバー
- DOMI（ボーカル･ベース）
- 244（ギター）
- INO（ギター）
- Ryohey（サポートドラム）

### 元メンバー
- バクシン（ボーカル）
- ジュンペイ（トランペット）
- ヒロコ（アルトサックス）
- HIBARI（パーカッション）

元PRESENCE、Eins:Vier
- ヨシコ（トロンボーン）
- トーコ（アルトサックス）
- リョウ（ドラム）
- SUGI(ギター）